# Повернення до Сайлент-Гілл
«Повернення до Сайлент Хілл» (англ. Return to Silent Hill) — майбутній психологічний фільм жахів, заснований на відеогрі Silent Hill 2. Режисером та співавтором сценарію виступив Крістоф Ганс, а головні ролі виконали Джеремі Ірвін та Ханна Емілі Андерсон.

## Синопсис
Джеймс спустошений розлукою зі своєю коханою і отримує таємничого листа, який приводить його до містечка під назвою Сайлент Хілл, де він сподівається знайти її. Однак згодом Джеймс виявляє, що місто було змінено невідомою зловмисною силою. Сумніваючись у своїй психічній стійкості, він намагається осягнути реальність і сподівається залишитися достатньо сильним, щоб врятувати свою кохану.

## У ролях
- Джеремі Ірвін[en] — Джеймс Сандерленд[2]
- Ганна Емілі Андерсон[en] — Мері[3]
- Еві Темплтон[en] — Лора

## Виробництво
У січні 2020 року режисер фільму «Сайлент Хілл» (2006) Крістоф Ганс розповів французькому журналу Allocine, що він разом із продюсером Віктором Хадідою працює над новими сценаріями за мотивами серії «Silent Hill» та «Fatal Frame». Пізніше Ганс уточнив, що ця робота не була прямим продовженням фільмів 2006 і 2012 років, і що його уявлення сильно змінилися з моменту виходу першого фільму. Він також описав серіал як антологію, подібну до «Сутінкової зони», місце, де можна розповісти будь-яку історію, і мав на меті зобразити більш психоаналітичний бік міста.
Фільм, сценарій якого написали Ганс, Сандра Во-Ан та Вілл Шнайдер, є адаптацією відеогри Silent Hill 2. У вересні 2022 року режисер заявив, що завершив розкадровки фільму, і що фільм натхненний P.T., тизером скасованої гри Silent Hills. До жовтня 2022 року фільм отримав зелене світло та офіційну назву «Return to Silent Hill». Ганс працював з Konami над створенням нової естетики для монстрів, у тому числі тих, що з'являлися в його попередніх фільмах, таких як «Пірамідоголовий».
Основні зйомки проходили з квітня 2023 року до лютого 2024 року. Зйомки проводилися в Белграді та німецьких містах Мюнхен, Пенцинг, Нюрнберг та на озері Аммер. Фільм було профінансовано компаніями Davis Films та Ashland Hill Media Finance. Крім того було виділено 1 мільйон євро з німецької програми фінансування медіа FFY Bayern.
В інтерв'ю у лютому 2025 року Ганс заявив, що він «закінчив фільм десять днів тому» і що він «мав бути завершений у квітні 2024 року, але через виконавчих продюсерів це затягнулося, і я закінчив його цього січня».

## Реліз
У травні 2025 року повідомлялося, що Cineverse придбала права на дистрибуцію фільму в США. Лейбл Cineverse Bloody Disgusting та його постійний партнер Iconic Events Releasing були додані до дистриб'юторських партнерів наступного місяця, а реліз фільму в Сполучених Штатах заплановано на 23 січня 2026 року.